# 美世咨询
美世是世界最大的人力资源管理咨询公司，也是世界最大的机构投资顾问公司，其管理的顾问资产超过$10万亿美元，其管理的委托投资资产超过$2,000亿美元。美世的总部位于美国纽约。
美世在2019年被AI-CIO评为世界最大的委托投资业务提供商。美世在2018和2019年连续被福布斯评为美国最优秀的咨询公司之一。美世在人力资源管理咨询方面已经连续多年獲 Vault.com 评为世界排名第一，包括最近的2008年。 而在威望方面，美世目前在所有咨询公司中排名第六。
美世是威达信集团的全资子公司，与奥维咨询、达信保险顾问公司和佳达保险经纪公司。